# Festival de la Cançó d'Eurovisió 1962
El VII Festival de la Cançó d'Eurovisió fou retransmés el 18 de març de 1962 en Luxemburg. La presentadora era Mireille Delannoy, i la victòria va ser per al representant de França Isabelle Aubret amb la cançó "Un premier amour".
A partir d'aquesta edició es va determinar que cada cançó duraria com a màxim tres minuts, sota pena de desqualificació.
Setze països van participar en el concurs, el mateix que va participar l'any anterior.
El guanyador va ser França amb la cançó "Un premier amour", interpretada per Isabelle Aubret, escrita per Roland Valade i composta per Claude Henri Vic. Aquesta va ser la tercera victòria de França al concurs en només cinc anys, després d'haver guanyat també el 1958 i el 1960. També va ser la tercera cançó guanyadora consecutiva interpretada en francès. Per primera vegada en la història del concurs, Àustria, Bèlgica, Països Baixos i Espanya van anotar nuls punts.

## Ubicació
El Festival de la Cançó d'Eurovisió de 1962 es va celebrar a la ciutat de Luxemburg. El lloc escollit per acollir el concurs de 1962 va ser la Villa Louvigny. L'edifici va servir com a seu de la Compagnie Luxembourgeoise de Télédiffusion, precursora de RTL Group. Es troba al parc municipal, al barri de Ville Haute del centre de la ciutat.

## Format
Després que s'hagués realitzat l'entrada de França, es va produir una breu fallada elèctrica que va fer fosques les pantalles. També semblava haver-hi una fallada elèctrica encara més curta durant l'entrada dels Països Baixos, quan els espectadors d'arreu d'Europa només veien la foscor a les seves pantalles de televisió quan els Països Baixos actuaven. La fallada elèctrica semblava afectar la puntuació dels Països Baixos durant la votació. No obstant això, la cançó va resultar ser popular a Europa després del concurs.

## Final
| Núm. | País                | Intèrpret(s)     | Cançó                   | Posició | Pts |
| ---- | ------------------- | ---------------- | ----------------------- | ------- | --- |
| 01   | Regne Unit          | Ronnie Carroll   | Ring-a-ding Girl        | 5       | 10  |
| 02   | Noruega             | Inger Jacobsen   | Kom Sol, Kom Regn       | 10      | 2   |
| 03   | Àustria             | Eleonore Schwarz | Nur in der Wiener Luft  | 13      | 0   |
| 04   | Suïssa              | Jean Philippe    | Le Retour               | 10      | 2   |
| 05   | Mònaco              | Francois Deguelt | Dis rien                | 2       | 13  |
| 06   | Iugoslàvia          | Lola Novaković   | Ne pali svetlo u sumrak | 4       | 10  |
| 07   | Alemanya Occidental | Conny Froboess   | Zwei kleine Italiener   | 6       | 9   |
| 08   | Espanya             | Víctor Balaguer  | Llámame                 | 13      | 0   |
| 09   | Bèlgica             | Fud Leclerc      | Ton nom                 | 13      | 0   |
| 10   | Suècia              | Inger Berggren   | Sol och var             | 7       | 4   |
| 11   | Luxemburg           | Camillo Felgen   | Petit bonhomme          | 3       | 11  |
| 12   | França              | Isabelle Aubret  | Un premier amour        | 1       | 26  |
| 13   | Finlàndia           | Marion Rung      | Tipi-tii                | 7       | 4   |
| 14   | Països Baixos       | De Spelbrekers   | Katinka                 | 13      | 0   |
| 15   | Itàlia              | Claudio Villa    | Addio, addio            | 9       | 3   |
| 16   | Dinamarca           | Ellen Winther    | Vuggevise               | 12      | 2   |